# Fair Weather
Fair Weather è uno standard jazz composto da Kenny Dorham, Benny Golson e inciso per la prima volta nel 1958 da Chet Baker a New York e pubblicato per la prima volta nell'LP Chet Baker in New York.

## Musicisti
- Chet Baker - tromba, voce
- Al Haig - pianoforte
- Paul Chambers - contrabbasso
- Philly Joe Jones - batteria
- Johnny Griffin - sax tenore

## Pubblicazioni
Il brano fu ripubblicato nel 1962 nell'album The Compositions Of Benny Golson.
Nel 1986 il brano fu inserito nell'album colonna sonora di Herbie Hancock, per il film di Bertrand Tavernier Round Midnight - A mezzanotte circa.
Nel 1987, nell'album di intitolato Moment to Moment, Art Farmer con lo stesso Benny Golson, ne propose una sua versione, che fu successivamente trascritta su spartito da Gilberto Gil e João Gilberto